# Risnäsmossen
Risnäsmossen är en sumpmark i Finland.   Den ligger i landskapet Österbotten, i den sydvästra delen av landet, 300 km nordväst om huvudstaden Helsingfors. Risnäsmossen ligger vid sjön Risnästräsket.